# جيسي هيوز
جيسي هيوز (بالإنجليزية: Jesse Hughes)‏ هو موسيقي ومغني وعازف قيثارة أمريكي، ولد في 24 سبتمبر 1972 في غرينفيل في الولايات المتحدة.

## وصلات خارجية
- جيسي هيوز على موقع IMDb (الإنجليزية)
- جيسي هيوز على موقع ميوزك برينز (الإنجليزية)
- جيسي هيوز على موقع ميوزك برينز (الإنجليزية)
- جيسي هيوز على موقع أول ميوزيك (الإنجليزية)
- جيسي هيوز على موقع ديسكوغز (الإنجليزية)
- جيسي هيوز على موقع ديسكوغز (الإنجليزية)
- جيسي هيوز على موقع قاعدة بيانات الفيلم (الإنجليزية)